# Малыгин (платформа)
Малы́гин — остановочный пункт Московской железной дороги на перегоне Дятьково — Любохна линии Вязьма — Фаянсовая — Брянск. Расположен  в 7 км к югу от города Дятькова, в Брянской области, в одноимённом населённом пункте Малыгин.
Остановочный пункт упоминается с 1929 года; имел статус разъезда, в настоящее время — платформа. 
Бывший пост ЭЦ разъезда снесён в 2010-е годы.